# NGC 3162
NGC 3162 = NGC 3575 ist eine Balken-Spiralgalaxie vom Hubble-Typ SBbc im Sternbild Löwe auf der Ekliptik. Sie ist rund 55 Millionen Lichtjahre von der Milchstraße entfernt.
Das Objekt wurde am 12. März 1784 von Wilhelm Herschel entdeckt.